# Bardhaman
Burdwan  (también Barddhaman o Bardhaman) es una ciudad situada en el estado de Bengala Occidental, en el noreste de la India. Según el censo de 2011, tiene una población de 314 265 habitantes.
Es la sede del distrito de Purba Bardhaman.
La ciudad ya era capital de provincia desde la época de los mogoles. Más tarde se convirtió en sede de distrito en la India británica.
El origen de este nombre se remonta al 4000 a. C. y se le atribuye a Mahavira (599 – 527 a. C., también llamado Vardhamana Swami), que fue el 24.º tirthankar de los yainas, y que pasó algún tiempo en esta aldea Astika Grama. En su honor, la aldea se rebautizó como Vardhamana.

## Galería

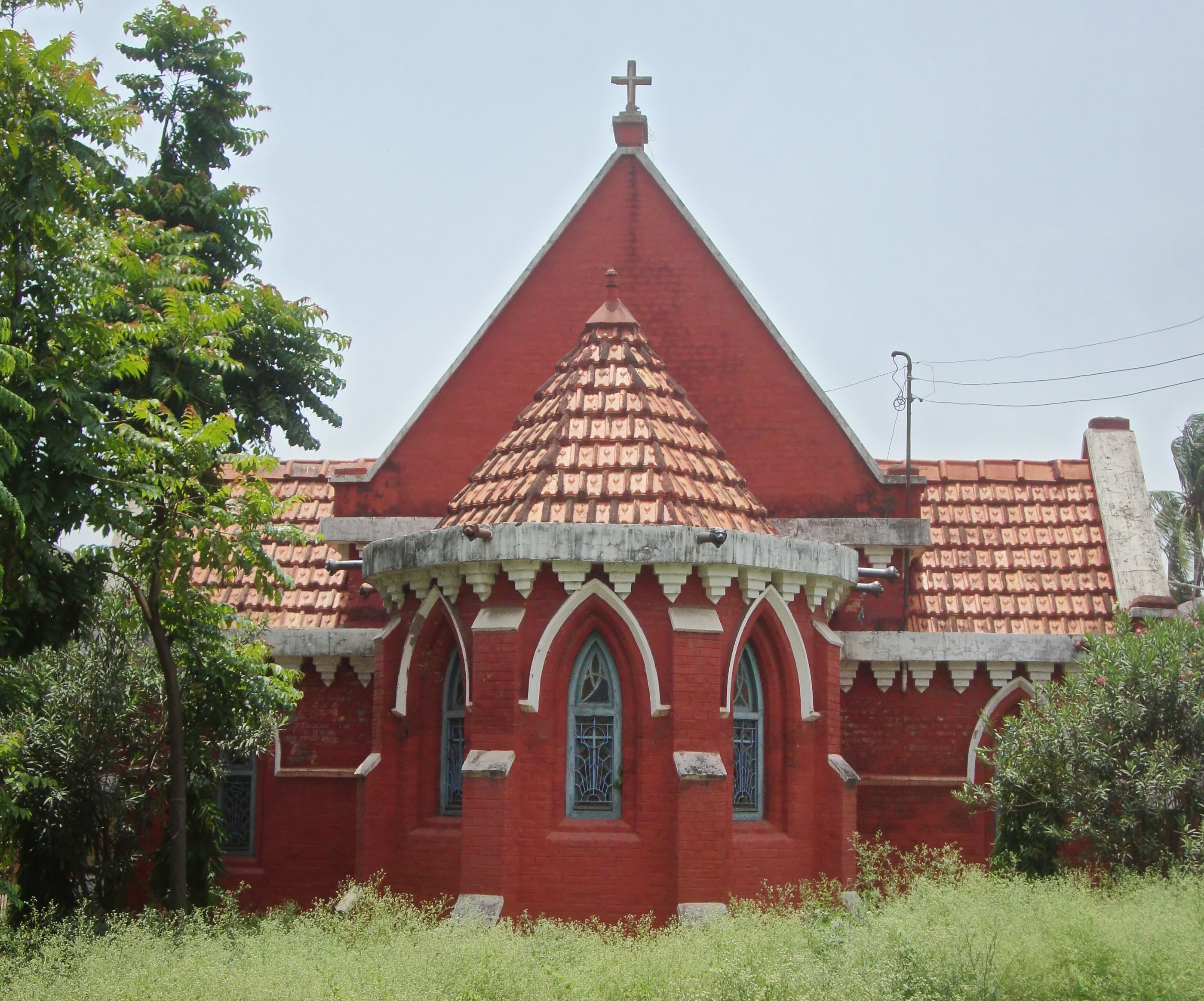
Iglesia de Cristo (Christ Church)
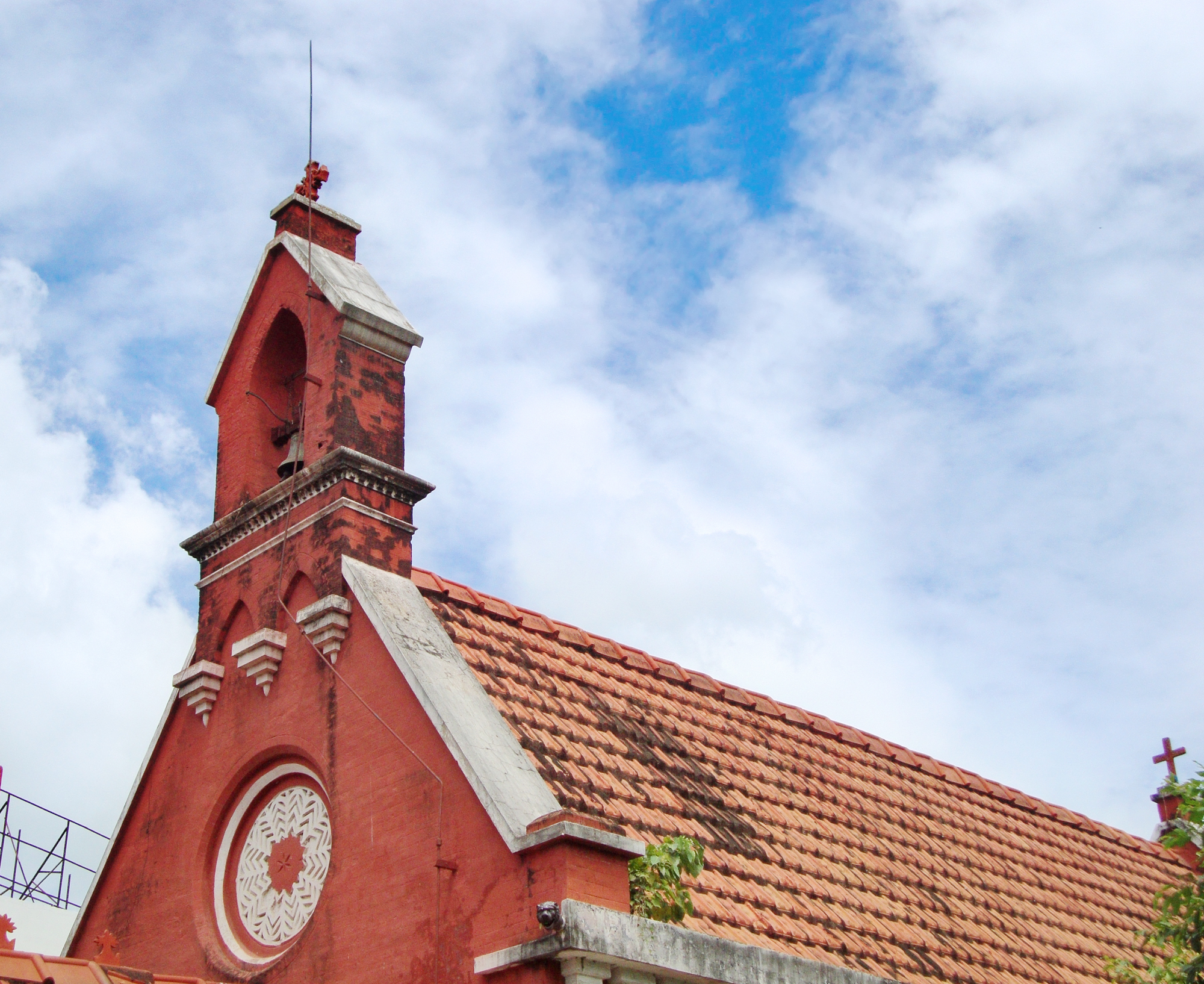
Iglesia de Cristo (Christ Church)
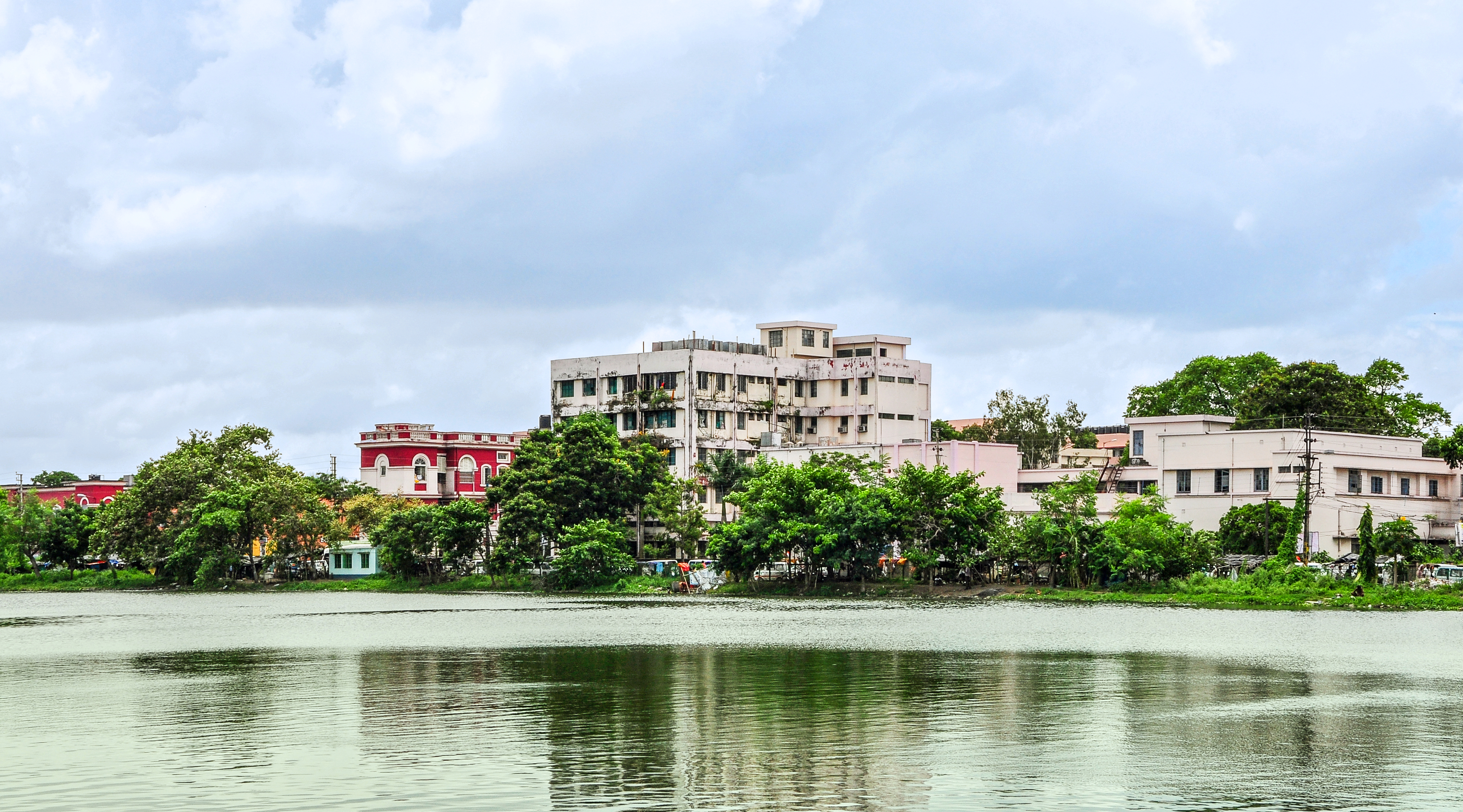
Burdwan Medical College
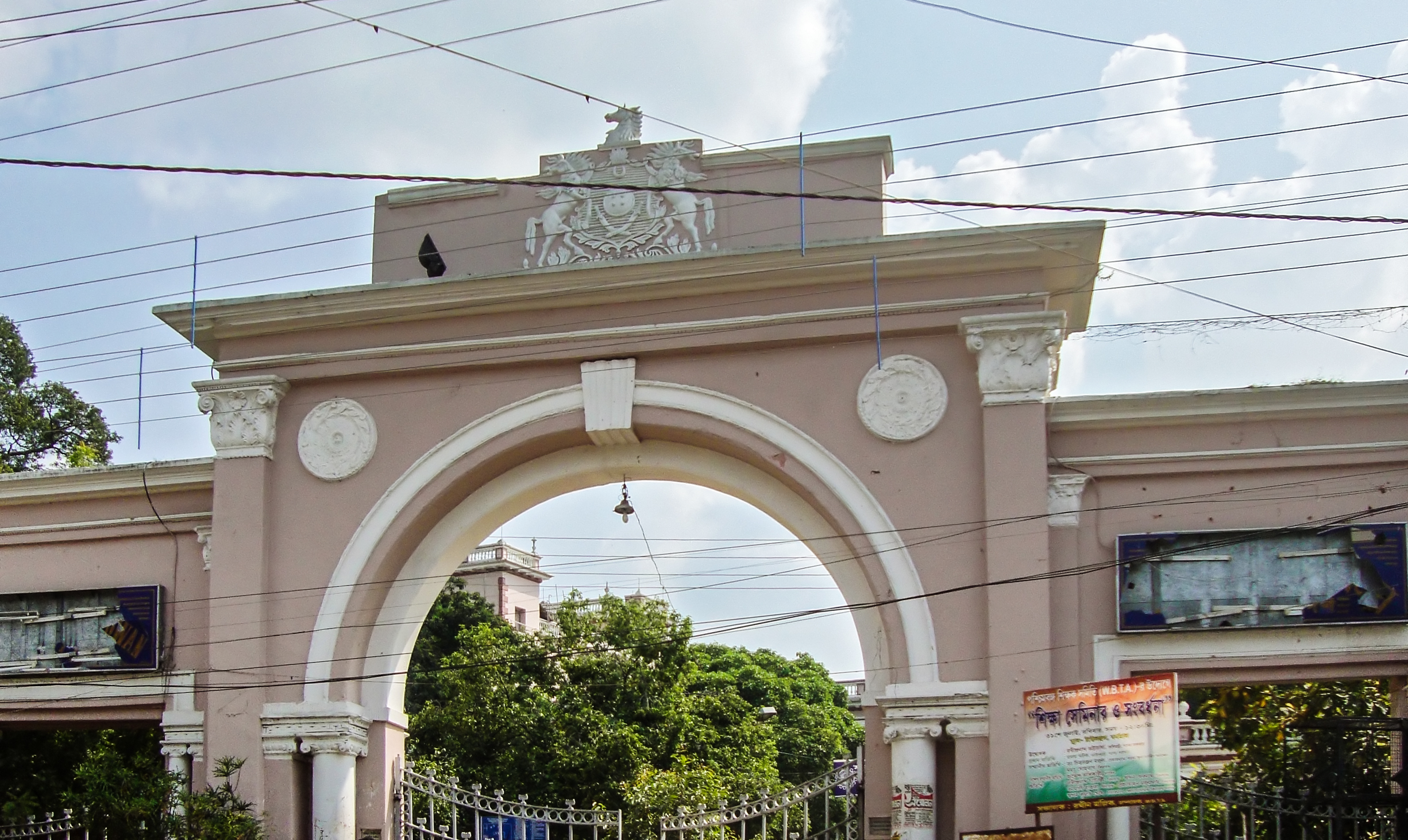
Puerta del complejo administrativo de la Universidad de Burdwan
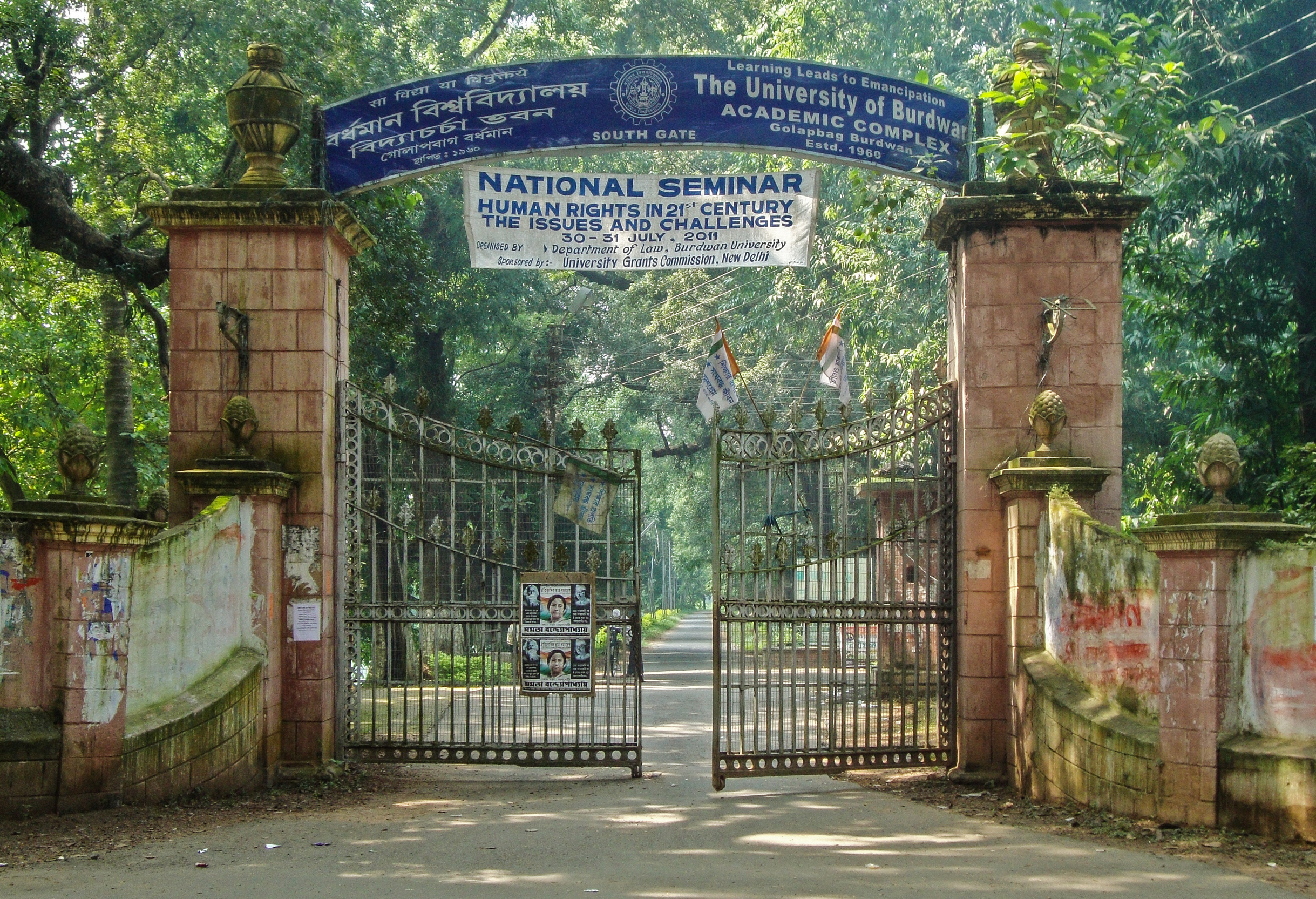
Puerta sur del complejo administrativo de la Universidad de Burdwan
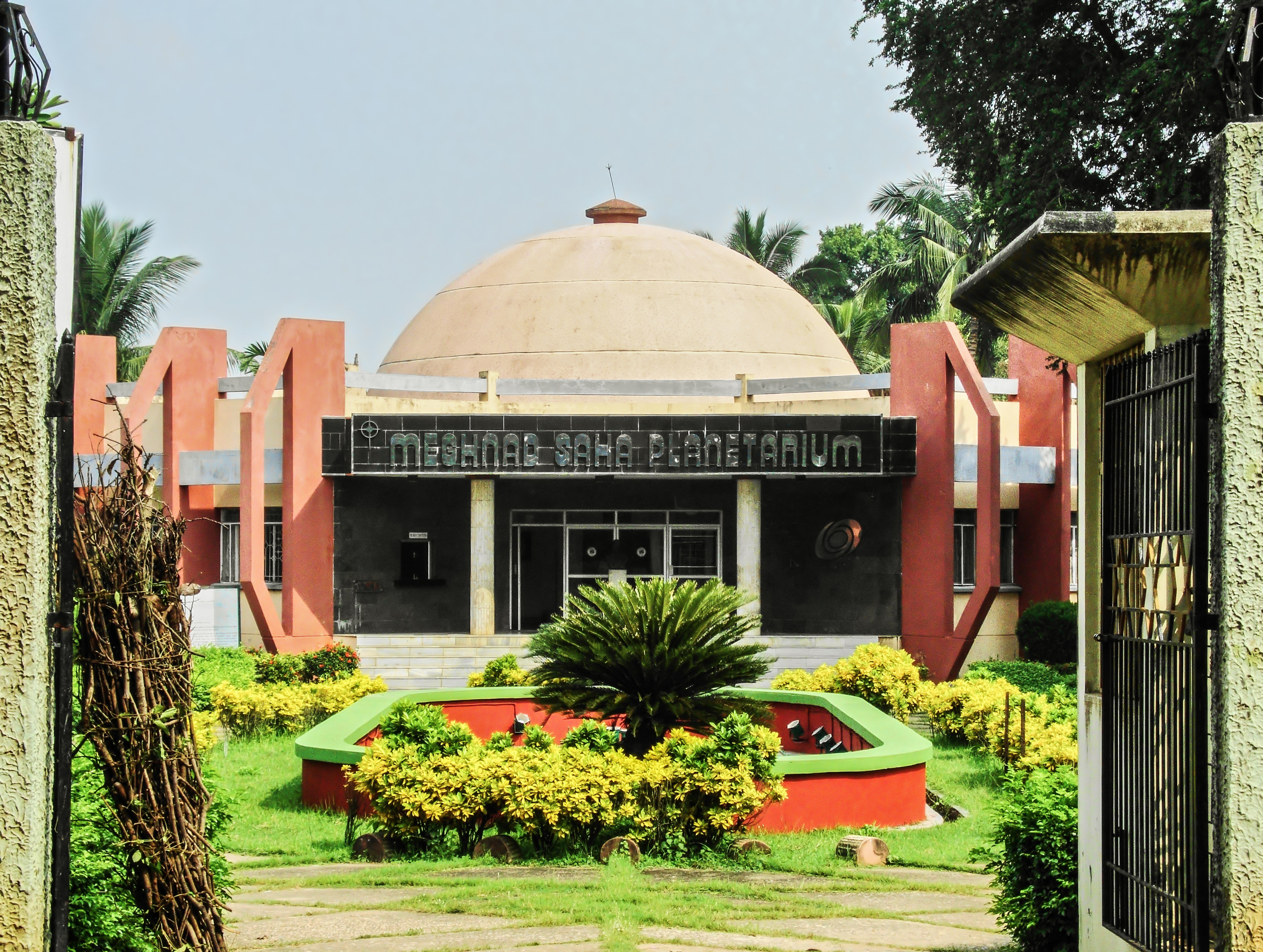
Planetario Meghnad Saha
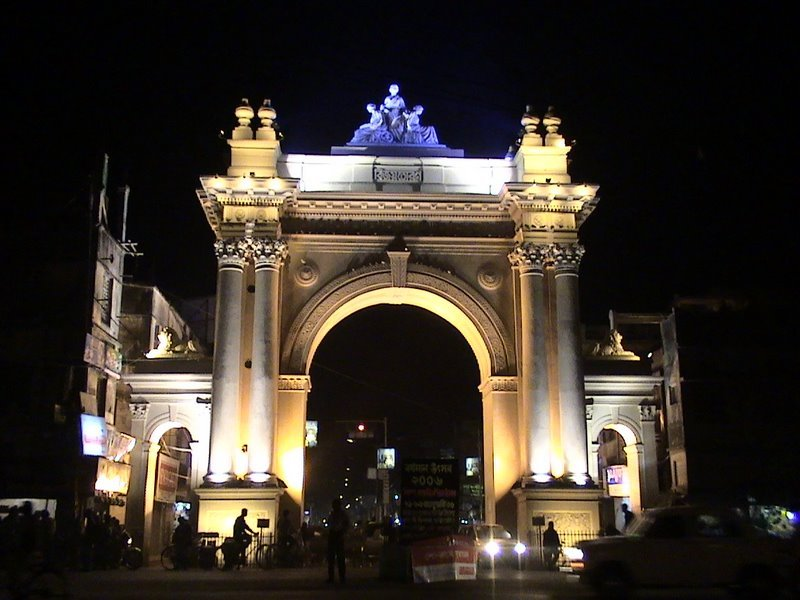
Bijoy Toran/Curzon Gate
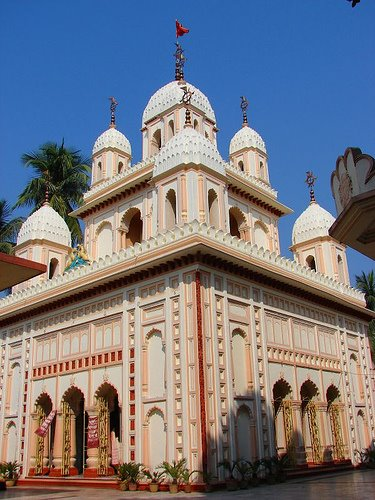
Templo Sarbamangala